# Inisfallen-Ogham-Text

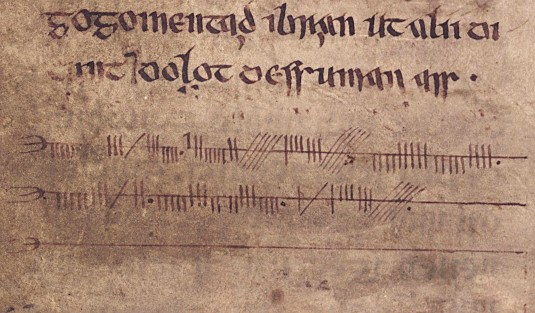
Inisfallen-Ogham-Text

Der Inisfallen-Ogham-Text ist ein Eintrag in Ogham-Schrift in den Annalen von Inisfallen, einer Chronik über die mittelalterliche Geschichte Irlands. Dieser Ogham-Text ist in lateinischer Sprache für das Berichtsjahr 1193 n. Chr. eingetragen.

## Beschreibung
Die Annalen von Inisfallen befinden sich heute in der Bodleian Library, der Universitätsbibliothek der Universität Oxford, England. Sie wurden von Mönchen der Innisfallen Abbey, die sich auf der Insel Innisfallen Island, Grafschaft Kerry, Irland, befindet, einschließlich des Ogham-Textes aufgezeichnet. Nach einem Bericht über den Bau der Burg Brí Uis im Jahr 1193 folgt gleich der dreizeilige Ogham-Eintrag, wobei die dritte Zeile nur aus einer Stammlinie ohne Buchstaben besteht. Die Seite mit den Ogham-Zeilen ist von der Bodleian Library unter „MS. Rawlinson B. 503, fol. 40 verso“ archiviert.

## Inschrift
Als Worttrenner werden in diesem spätmittelalterlichen Manuskript Punkte verwendet. Bei den klassischen Ogham-Inschriften auf den Ogham-Steinen des 4. bis 10. Jahrhunderts gibt es dagegen keine Worttrennungen durch Punkte oder Striche. Dies war nur bei manchen Runensteinen der Fall.
Ogham-Inschrift und Übertragung:
NUM(M)US HONORATUR SINE
NUM(M)O NULLUS AMATUR
Übersetzung:
Geld ist geehrt, ohne
Geld ist niemand geliebt.

## Besonderheit
Der lateinische Inisfallen-Ogham-Text gehört neben der Berner Ogham-Zeichenübersicht (etwa 800 n. Chr.) und der Vatikan-Ogham-Zeichenreihe (12. Jahrhundert) zu den ältesten Einträgen in mittelalterlichen Manuskripten.